# Saint-Jean-de-Chevelu
Saint-Jean-de-Chevelu är en kommun i departementet Savoie i regionen Auvergne-Rhône-Alpes i sydöstra Frankrike. Kommunen ligger i kantonen Yenne som tillhör arrondissementet Chambéry. År 2022 hade Saint-Jean-de-Chevelu 837 invånare.

## Befolkningsutveckling
Antalet invånare i kommunen Saint-Jean-de-Chevelu
| Referens: INSEE |